# Jour des quatre sorcières
« Jour des quatre sorcières » est un terme de jargon financier qui traduit de manière pittoresque l'expression « quadruple witching day » utilisée dans le milieu boursier aux États-Unis. Le troisième vendredi des mois de mars, de juin, de septembre et de décembre sont les quatre « jours des quatre sorcières ». La dernière heure de transaction boursière en ces jours spéciaux est la quadruple witching hour, l'« heure des quatre sorcières ». Lors des troisièmes vendredis des autres mois, on parle simplement de triple witching day et de triple witching hour.

## Expiration de contrats financiers
Durant chacune de ces journées boursières exceptionnelles expirent simultanément quatre produits dérivés :
- les options sur indices boursiers (stock index options),
- les contrats à terme sur indices boursiers (stock index futures),
- les options sur actions (stock options), et
- les contrats à terme sur actions (single stock futures contracts), qui sont les seuls parmi ces quatre produits à ne pas expirer chaque mois.

## Volume
Les investisseurs défont leurs positions sur ces contrats soit le « jour des quatre sorcières », soit les jours qui précèdent cette date, ce qui entraîne une forte augmentation des volumes traités.

## Volatilité
Les investisseurs s'attendent, ce jour-là, à une volatilité boursière exacerbée car les intervenants positionnés sur ces instruments financiers tentent d'anticiper (voire d'infléchir...) l'évolution du cours de compensation.
Lorsque, par le passé, tous les contrats expiraient le même jour à la même heure (la dernière heure avant la fermeture de la bourse de New York, nommée triple witching hour) le marché boursier avait tendance à se montrer très volatil mais, ces dernières années, des ajustements dans la programmation des échanges aident à réduire cette exubérante volatilité.